# Jeremy Burgess
Jeremy Burgess (ur. 16 kwietnia 1953 w Adelaide Hills) – były mechanik, szef mechaników w MotoGP, najbardziej znany ze współpracy z Włochem, Valentino Rossim, z którym zdobył łącznie 7 tytułów mistrza świata, na tym stanowisku pracował też z Wayne'em Garnederem i Mickiem Doohanem, wcześniej, jako mechanik, pomagał Freddiemu Spencerowi, z którym zwyciężył tytuł w 1985. Jeremy Burgess wzorował się przede wszystkim na dwóch legendarnych szefach mechaników, George'u Vukmanovichu i Ervim Kanemoto, z którymi miał okazję pracować na początku kariery w MotoGP.

## Wczesna młodość i początki kariery wyścigowej
Burgess urodził się i wychował na farmie w Adelaide Hills, dorastał mając dookoła siebie wiele pojazdów i maszyn, to sprawiło, że po raz pierwszy siadł za kółkiem mając 8 lat, 4 lata później posiadał już swój pierwszy samochód. Trzy dni po ukończeniu szkoły kupił sobie pierwszy motocykl do wyścigów na torze, Suzuki T500 Cobra z 1969 roku. Od 1972 do 1979 ścigał się na torach w Australii mając za rywali m.in. Gregga Hansforda, Warrena Willinga, Kenny Blake'a i Harriego Hintona. Kulminacją jego kariery na torze był zakup Suzuki RG500, na którym osiągał wiele sukcesów.

## Heron Suzuki (1980-1983)
Mając nadzieję na przedłużenie swojej kariery wyścigowej, Burgess wybrał się w lutym 1980 do Europy, aby zaobserwować, jak wygląda tamtejsza scena wyścigowa. Doszedł szybko do wniosku, że jest już zbyt zaawansowany wiekowo, żeby rywalizować z pozostałymi zawodnikami, nie miał też wystarczającego wsparcia finansowego. Pozostając z kolegą w Surbiton, pracownikiem Suzuki UK, poprosił go, żeby w jego imieniu złożył podanie na stanowisko mechanika w Texaco Heron Team Suzuki z siedzibą w południowym Londynie. Burgess dobrze znał jednego z zawodników tego teamu, Graeme'a Crosby'ego, z którym kiedyś ścigał się na torze, znał też mechanika Micka Smitha i szefa mechaników, George'a Vukmanovicha, jako że ten kiedyś pracował, jako mechanik w Australii, poznał też Randy'ego Mamolę w 1976 w Nowej Zelandii.
Będąc zatrudnionym, jako mechanik u Mamoli, wygrał w 1980 Grand Prix Belgii. Australijczyk pozostał z Mamolą i Vukmanovichem w Suzuki do 1983, potem dołączył do Hondy, z którą spędził aż 21 lat.

## Honda (1983-2003)
Przenosząc się do Hondy, został szefem mechaników Brytyjczyka, Rona Haslam. W 1985 Honda umieściła go w teamie Freddiego Spencera, gdzie mógł pracować u boku słynnego Erva Kanemoto. Rok 1985 był pełen sukcesów dla Spencera, to wtedy wygrał on mistrzostwa kategorii 250cm3 i 500cm3. Już rok później, w 1986, Burgess awansował na stanowisko szefa mechaników Wayne'a Gardnera, który zdobył swój tytuł w 1987, z kolei w 1989, Jeremy był już szefem mechaników swojego rodaka, Micka Doohana, on także zdobywał tytuł najwyższej kategorii w sezonach od 1994 do 1998.
Po zakończeniu kariery przez Doohana z powodu groźnej kontuzji, Burgess poważnie zastanawiał się nad rezygnacją, uważał, że zobaczył już dostatecznie wiele upadków różnych zawodników i nie chciał brać w tym więcej udziału, jednak gdy Valentino Rossi otrzymał szansę ścigania się w zespole Hondy zapowiedział, że zgodzi się na przejście do tej stajni tylko wtedy, gdy szefem mechaników zostanie właśnie JB. Od tamtej pory rozpoczęła się ich współpraca, która opiewała w wiele sukcesów (7 tytułów mistrza świata, w tym 5 z rzędu od 2001 do 2005).

## Yamaha (2004-2010)
W 2004 Rossi przeniósł się z Hondy na Yamahę, Włoch zabrał ze sobą Burgessa i innych członków zespołu. Mimo zmiany motocykla i krótkiego czasu na przygotowanie się do sezonu, tandem Burgess-Rossi odmienił całkowicie oblicze motocykla Yamaha, czego przedsmak obserwatorzy otrzymali już w pierwszym wyścigu na torze Welkom w Południowej Afryce.

## Ducati (2011-2012)
W trakcie sezonu 2010 Rossi ogłosił, że zmienia barwy i przechodzi do Ducati, znowu Burgess i spółka poszli w ślady Włocha, tym razem jednak nie osiągnęli już tak spektakularnych sukcesów, jak w Yamasze.

## Yamaha (2013)
Pod dwóch całkowicie nieudanych latach z Ducati, Burgess i Rossi powrócili na Yamahę, z którą święcili swoje największe sukcesy. Pod koniec roku Rossi nieoczekiwanie oznajmił, że rozstaje się z Australijczykiem, sam JB nie zdecydował jeszcze, czy definitywnie zakończy karierę w paddocku MotoGP.

## Życie osobiste
Jeremy Burgess jest żonaty i ma dwójkę dzieci (dwie córki), na stałe mieszka w Australii. Jedną z jego pasji jest futbol australijski, a konkretnie drużyna z tych rozgrywek, Adelaide Crows.